# Месохори
Вижте пояснителната страница за други значения на Лясково.
Месохори (на гръцки: Μεσοχώρι, катаревуса Μεσοχώριον, Месохорион) е село във Фтиотида, Централна Гърция, западно от Ипати. Намира се в полите на северните склонове на планината Ета.

## Име
До 1927 година името на селото е Лясково (на гръцки: Λιάσκοβο). Новото име Месохори, означава средно село.